# Periclimenes granuloides
Periclimenes granuloides is een garnalensoort uit de familie van de Palaemonidae. De wetenschappelijke naam van de soort is voor het eerst geldig gepubliceerd in 1986 door Hayashi in Baba, Hayashi & Toriyama.